# Sagenomella bohemica
Sagenomella bohemica är en svampart som beskrevs av Fassat. & Pecková 1990. Sagenomella bohemica ingår i släktet Sagenomella och familjen Trichocomaceae.   Inga underarter finns listade i Catalogue of Life.